# Атаманский мост
Атаманский мост — автодорожный железобетонный рамный мост через Обводный канал в Центральном/Фрунзенском районе Санкт-Петербурга, соединяет Безымянный остров и левый берег Обводного канала.

## Расположение
Расположен в створе Кременчугской улицы и Глухоозёрского шоссе.
Выше по течению находятся Шлиссельбургский мост, ниже — Американские мосты.
Ближайшая станция метрополитена — «Площадь Александра Невского-2».

## Название
Наименование известно с 1912 года и дано по Атаманской улице, в створе западного участка которой мост находился до 1975 года.

## История
В 1912 году мост располагался на продолжении Атаманской улицы. Мост был трёхпролётный деревянный, с ригельно-подкосными пролётными строениями и башенными опорами. В 1922 году выполнен ремонт моста с заменой части ветхих устоев и всего верхнего строения. В 1932 году в ходе капитального ремонта средний пролёт перекрыли деревянными составными прогонами на колодках. В 1950 году деревянные прогоны были заменены металлическими, обновлён деревянный настил. Длина моста составила 38,4 м, ширина между осями перил – 15 м.
В 1972—1975 годах по проекту инженера А. Д. Гутцайта и архитектора Л. А. Носкова был построен новый железобетонный мост. Ось моста была перенесена на 180 м вверх по течению. Новое местоположение моста позволило создать прямую грузовую магистраль, связывающую Центральный и Невский районы. Строительство моста осуществляло СУ-3 треста «Ленмостострой» под руководством главного инженера Е. И. Иванова и старшего прораба А. Т. Туракулова.

## Конструкция
Мост однопролётный железобетонный рамный (трёхшарнирная рама). По своему облику напоминает Ново-Каменный мост, расположенный ниже по течению. Пролётное строение выполнено из сборных унифицированных железобетонных элементов двутаврового сечения и переменной высоты сечения. Стойки (устои) из монолитного железобетона, облицованы серым гранитом. Длина моста составляет 39,5 м, ширина – 31,7 м.
Мост предназначен для движения автотранспорта и пешеходов. Проезжая часть моста включает в себя 5 полос для движения автотранспорта. Покрытие проезжей части и тротуаров — асфальтобетон. Перильное ограждение металлическое, однотипное с ограждениями набережной Обводного канала. С низовой и верховой стороны моста устроены гранитные лестничные спуски на нижний ярус набережной.